# Ка-Зар
Ка-Зар (англ. Ka-Zar), настоящее имя Кевин Реджинальд Пландер (англ. Kevin Reginald Plunder) — супергерой, появляющийся в комиксах издательства Marvel Comics, живущий в населённой динозаврами Дикой Земле, которая скрыта в Антарктиде. Впервые он появился в X-Men #10 в 1965 году и был создан Стэном Ли и Джеком Кёрби.

## История публикаций
Это второй персонаж комиксов, названный Ка-Заром. Первый Ка-Зар появился в pulp-журнале Ka-Zar #1 (октябрь 1936 года), выпущенном издательством Manvis Publishing. В комиксе Marvel Comics #1 (октябрь 1939 года) была выпущена адаптированная писателем Беном Томпсоном история «King of Fang and Claw», написанная Бобом Бирдом и ранее публиковавшаяся в pulp-журнале.
Кевин Пландер, второй и более известный Ка-Зар, был создан писателем Стэном Ли и художником Джеком Кирби и впервые появился в X-Men # 10 (март 1965). Он основан одновременно на Тарзане и пещерном человеке Торе, персонаже комиксов 1950-х годов, созданном Джо Кубертом.
Первоначально изображаясь как примитивный и воинственный дикарь, говоривший на ломаном английском, Ка-Зар позже стал более четким и цивилизованным, хотя сохранил определённую степень недоверия к цивилизации и вообще опасался посетителей Дикой Земли из внешнего мира. Кевин Пландер называет себя «Властелином Дикой Земли», но это не является официальным титулом.
Он имел пять одноимённых серий: 1970—1971 (3 выпуска), 1974—1977 (20 выпусков) Майка Фридриха, 1981—1984 (Ka-Zar the Savage, 34 выпуска) Брюса Джонса и Майка Карлина, 1997—1998 (20 выпусков) Марка Вейда и 2011 (5 выпусков) Пола Дженкинса.

## Биография
Отец Кевина Пландера возглавил экспедицию в Антарктиду, где в джунглях Дикой Земли был найден редкий элемент вибраниум. Когда безжалостные агенты пытались украсть тайну вибраниума у Лорда Пландера, тот разделил своих двух сыновей и уехал в убежище на Дикую Землю со своим старшим сыном Кевином. Лорд Пландер был убит выходцами из племени людей-обезьян, но Кевин был спасён внезапным появлением саблезубого тигра Забу. Забу взял Кевина с собой в Страну Туманов, и люди-обезьяны назвали его Ка-Зар, что означает «Сын Тигра». Ка-Зар вырос в Стране Туманов вместе с Забу, который научил его выживать в дикой природе.
Территории Дикой Земли населены различными человеческими племенами, и в то время как большинство из них дружит с Ка-Заром, некоторые из них считают его своим врагом. Он действует как неофициальный и всеобщий защитник Дикой Земли, предотвращая её коммерческую эксплуатацию, такую как браконьерство и добыча полезных ископаемых, а также Лорд Пландер охраняет мир между племенами и выступает в качестве посла доброй воли по отношению к дружелюбным посетителям.
Когда Люди Икс обнаружили Дикую Землю, они столкнулись с Ка-Заром, сражающимся с Маа-Гором, лидером людей-обезьян. Позже Ка-Зар сталкивался с различными супергероями, вместе с Сорвиголовой он сражался со своим братом Парнивалом, назвавшимся Грабителем, а вместе с Халком участвовал в битве с роботом Умбу Неживым. Позже сразился с Человеком-пауком, которому стёр память Доктор Осьминог, а Джей Джона Джеймсон убедил, что тот является врагом общества. Память к Человеку-пауку возвращается именно во время битвы с Ка-Заром, который признал Паука самым отважным противником, с которым ему пришлось сражаться. Так же Ка-Зар сражался с Кравеном-охотником.
После открытия Дикой Земли Людьми Икс её стали посещать много людей. У Ка-Зара завязались романтические отношение с посетившей его Землю агентом Щ.И.Т. Барбарой Морс, ставшей впоследствии супергероиней по имени Пересмешница, однако между ними ничего не вышло. Позже он сражался с А.И.М., встречался с Лешим и вместе с Человеком-пауком вёл бой против инопланетянина Гога. Затем Ка-Зар встретил авантюристку и путешественницу Шанну О’Хара и начал роман с ней. Продолжая бороться со злом, он противостоял злодею Кло и посетив другие места, сражался с Мутантами Дикой Земли, созданными Магнето, объединился с Людьми Икс в битве против мутанта-волшебницы Заладанны и гигантского каменного бога Гарокка.
После того, как Ка-Зар обнаруживает, что Дикая Земля является частью Пангеи, он впервые сражается с демоном Беласко. После этого они с Шанной женятся, и Шанна берёт себе псевдоним Дьяволица. Его брат Парнивал стал считаться убитым в одной из их схваток.
Ка-Зэр объединился с несколькими из героев вселенной Marvel. Люди икс и Ка-Зар были частым союзниками, помогая друг другу в противостоянию таким угрозам, как Саурон и Магнето. Вместе с Человеком-пауком он остановил Человека-Динозавра Стегрона от вторжения в Нью-Йорк с динозаврами Дикой Земли. Также Ка-Зар помог Мстителям в их попытке отразить вторжение космического завоевателя Терминус, но, хотя было спасено много уроженцев Дикой Земли, они были неспособны предотвратить разрушение самой Дикой Земли. Ка-Зар был спасен Мстителями, но он был вынужден покинуть Дикая Земля и жить в цивилизованном мире. У него и Шанны родился сын по имени Мэтью. Территория Дикой Земли была позже восстановлена Высшим Эволюционером с использованием Гарокка, и Ка-Зар с Шанной и новорожденным сыном возвратились туда, возобновив там свою прежнюю деятельность.
Ка-Зар и Шанна на какое-то время разделились, но вскоре вернулись друг к другу. Ка-Зар боролся и победил Таноса в одной из его многих попыток уничтожить жизнь, и позже искал с помощью следователя Джессики Джонс местонахождение тигра Забу.
Ка-Зар и Шанна сталкиваются со Скруллами, добывающими на Дикой Земле редкий металл вибраниум. Позже корабль Скруллов терпит крушение на Дикой Земле, и оттуда выходят ранние версии современных супергероев, утверждающих что их похитили и подменили пришельцы, но они спаслись. Ка-Зар и Шанна вскоре понимают, что они и есть Скруллы, принявшие облик героев. Позже на Ка-Зара, Шанну и Забу нападает Человек-паук, утверждающий, что они так же являются замаскированными Скруллами, но на самого Человека-паука нападает Капитан Америка. Ка-Зар, Шанна и Забу помогают Человеку-пауку победить Капитана Америку, и тот принимает форму Скрулла Пит’о Нилли. Позже Ка-Зар отправляется с Мстителями в Нью-Йорк, чтобы помочь им отбить вторжение Скруллов, в то время как Шанна остается с Забу, чтобы сражаться со Скруллами, оставшимися на Дикой Земле.
Ка-Зар встретил Рептиля, когда тот вместе с Тигрой спасали Лунного Мальчика. После того, как Лунный Мальчик воссоединился с Дьявольским Динозавром, Ка-Зар сказал Рептилю, что поможет ему найти его родителей.
Ка-Зар и Шанна остаются на Дикой Земле и борются с различными внутренними и вшеншими угрозами, такими как таинственный Эфир и корпорация ROXXON.

## Способности
Кевин Пландер не имеет сверхчеловеческих сил, но обладает большой природной прочностью и акробатическими навыками. Он владеет уникальными стилем рукопашного боя, сформированным годами выживания на Дикой Земле. Он является квалифицированным охотником, следопытом, скалолазом, пловцом и рыболовом, а также специалистом в выживании в дикой природе. Так же способен общаться с некоторыми животным, в частности — с саблезубым тигром Забу.
Ка-Зар обычно использует 30-сантиметровый охотничий нож, так же имеет опыт в использовании обычного примитивного оружия, такого как копьё, праща и лук со стрелами.

## Альтернативные версии

### Земля Икс
Ка-Зар и Шанна являются мутировавшими гуманоидными саблезубыми тиграми. Ка-Зар сражался в составе команды других суперлюдей со всего мира, руководимой Капитаном Америкой и воскресшим Капитаном Марвелом. Позже Ка-Зар помог Людям Икс и народу Ваканды победить армию Вендиго.

### Дом М
Во вселенной House of M Ка-Зар упоминается в газетной статье, где говорится, что он получил убежище в США, а также опубликована его фотография и его тигра Забу.

### Ultimate
Ка-Зар появляется во вселенной Ultimate вместе с Шанной. После Ультиматума он присоединяется к команде New Ultimates.

### Что если?
Ка-Зар появляется в истории «Что если Дикая Земля появилась в Нью-Йорке». У него имеется сын Мэтью, так же очевидно, что Забу был убит, так как череп тигра находится на голове у Ка-Зара. Ка-Зар и его брат Парнивал приносят себя в жертву что бы вернуть город в нормальное состояние, после чего Шанна остаётся единственной выжившей в их семье..                                                               

### Марвел Зомби
Зомбированный Ртуть перенёс вирус на Дикую Землю, заразив Ка-Зара и Забу.

## Вне комиксов

### Мультсериалы
- В мультсериале «Человек-паук» (1981) года Ка-Зар отправился в Америку, преследуя Крэйвена-охотника, похитившего его тигра Забу.[29]
- В мультсериале «Люди Икс» (1992) Ка-Зар появлялся в нескольких сериях, местом действия которых была Дикая Земля. Озвучил его Роберт Бокстэл.[30]
- Ка-Зар, озвученный Кевином Сорбо, появляется в серии «Stranger From a Savage Land!» комедийного мультсериала «Супергеройский отряд» (2009).
- Ка-Зар, озвученный Стивеном Блумом, вместе с Забу появляется в третьем сезоне мультсериала «Великий Человек-паук» (2012), где является частью команды Новые воины.

### Видеоигры
- Ка-Зар появляется в игре X-Men Legends II: Rise of Apocalypse (2005), где его озвучивает Джон Сайган.[31]
- В качестве камео Ка-Зар так же появляется в игре Marvel vs. Capcom 3 (2011).
- Ка-Зар — один из не играбельных персонажей в массовой многопользовательской ролевой онлайн-игре Marvel Heroes (2013).

## Критика и отзывы
В мае 2011 года Ка-Зар занял 84 место в списке «100 лучших героев комиксов» по версии IGN, где говорится, что он является эквивалентом Тарзана во Вселенной Marvel.